# María del Carmen Escudero Fabre
María del Carmen Escudero Fabre (Orizaba, Veracruz, 25 de julio de 1969) es una política mexicana, miembro del Partido Acción Nacional (PAN). Ha sido en dos ocasiones diputada federal.

## Biografía
María del Carmen Escudero Fabre es licenciada en Ciencias de la Comunicación egresada del Instituto Tecnológico y de Estudios Superiores de Monterrey campus Veracruz. 
Miembro del PAN desde 1994, ha ocupado numerosos cargos en la estructura del partido en Orizaba y en el estado de Veracruz; entre otros: coordinadora de funcionarios públicos en 1995, y de Acción Electoral de 1998 a 2000, luego secretaria de Acción Electoral y de Promoción Política de la Mujer, todas en el comité municipal en Orizaba.
En 2003 fue electa por primera ocasión diputada federal por la vía plurinominal, a la LIX Legislatura que concluyó en 2006, en ella fue integrante de las comisiones Especial para analizar los problemas de la agroindustria mexicana de la caña de azúcar; de Participación Ciudadana; y, de Radio, Televisión y Cinematografía.
Al término de dicho cargo fue electa a su vez diputada a la LXI Legislatura del Congreso del Estado de Veracruz de 2007 a 2010; fungiendo en ella como presidenta de la comisión de Turismo; vocal de las comisiones de Participación Ciudadana, Gestoría y Quejas; y, de Organización Política y Procesos Electorales. De 2007 a 2008 fue representante del Fondo Nacional de Apoyo a Empresas Sociales (FONAES) en Veracruz.
En 2021 fue por segunda ocasión elegida diputada federal por el mismo principio de representación proporcional, en esta ocasión a la LXV Legislatura que concluyó en 2024. En ésta ocupó los cargos de secretaria de la comisión de Cambio Climático y Sostenibilidad; e integrante de las comisiones, de Derechos Humanos; y de Salud.